# Itako

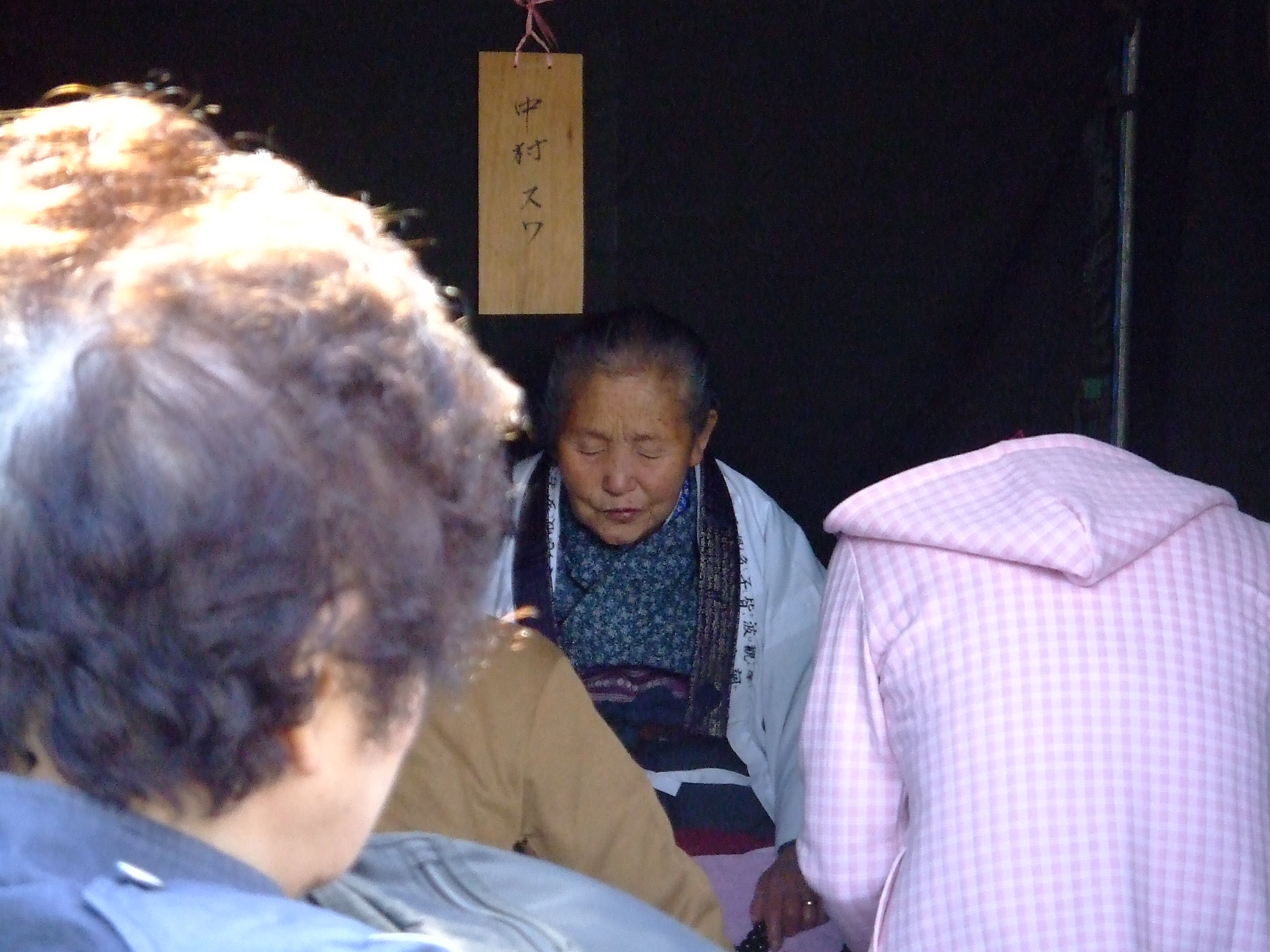
Una itako en el festival de otoño Inako Taisai en el Monte Osore, en la Prefectura de Aomori.

Una itako (イタコ?) es una chamán ciega originaria del norte de Japón.
En el entrenamiento para la iniciación, la itako debe vestir un kimono blanco cien días antes de la ceremonia. La purificación austera es obligatoria para conseguir un estado extremo con la mente. Los ritos se hacen en lugares donde se vierta agua fría sobre su cuerpo, usualmente en medio del frío del invierno, donde ella debe practicar sus cantos. Tres semanas antes de la ceremonia, no se le permite comer granos, sal, carne y debe evitar el calor artificial.
Durante la misma ceremonia, la aprendiz de itako es vestida como una novia para indicar que ella se casará con un dios. La ceremonia es acompañada con sonidos continuos de tambores y campanas que ayudan a la itako a conseguir la concentración requerida para lograr un trance. Las viejas itakos se sientan alrededor a ella y asisten en el canto; la ceremonia puede durar varios días hasta que la aprendiz haya logrado el trance. Una vez que logra el trance, la itako maestra determinará qué dios tomará a la aprendiz. A las aprendices no les está permitido dormir y el consumo de comida es mínima.
A pesar de que son ciegas, las itako deben aprender las escrituras obligatorias de memoria.
Si una aprendiz no logra el contacto con su ser espiritual, se les obliga a suicidarse.

## En la cultura popular
- La película "El punto azul de lo desconocido (2007)" trata sobre la ceremonia anual de las itako. Se le cuestiona a una itako sobre el escritor Yukio Mishima, dando su nombre original, Kimitake Hiraoka, la fecha de su nacimiento y muerte.
- En la serie de manga y anime, Shaman King, la personaje Anna Kyōyama es una itako, aunque no es ciega.